# The Bright Lights of America
The Bright Lights of America è il settimo album in studio del gruppo punk statunitense Anti-Flag, pubblicato il 25 marzo 2008 da RCA Records.
Il disco si differenziò dai suoi predecessori in quanto, pur mantenendo i temi politici cari alla band, presentava una maggiore presenza di melodia e una produzione più pulita curata da Tony Visconti.

## Tracce
1. Good and Ready – 3:59
2. The Bright Lights of America – 3:32
3. Vices – 4:59
4. The Modern Rome Burning – 4:19
5. If You Wanna Steal (You Better Learn How to Lie) – 4:04
6. No Warning – 3:00
7. Spit in the Face – 4:09
8. We Are the Lost – 4:17
9. Go West – 4:19
10. The Smartest Bomb – 3:48
11. Shadow of the Dead – 3:51
12. The Ink and the Quill (Be Afraid) – 4:34
13. Tar and Sagebrush – 3:12

Bonus track (iTunes Store)
1. Caution to the Wind – 3:57
2. What Do You Think About Western Civilization – 3:17

Bonus track (versione in vinile)
1. I'm So Sick of You – 1:01
2. Wake Up the Town (feat. Benjamin Kowalewicz) – 3:44
3. Tanzania – 3:34

## Formazione[2]

### Anti-Flag
- Justin Sane – chitarra, voce
- Chris Head – chitarra, voce d'accompagnamento
- Chris Barker – basso, voce
- Pat Thetic – batteria

### Musicisti aggiuntivi
- Patrick Binford – violoncello
- Benjamin Karp – violoncello
- Anti-Flag – percussioni
- Tony Visconti – percussioni, produzione, missaggio
- Mario J. McNulty – percussioni

### Produzione
- Mario J. McNulty – ingegneria del suono
- Tim Price – assistente all'ingegneria del suono
- Emily Lazar – mastering
- Joe LaPorta – assistente al mastering
- Robert Larson – artwork, design
- Matt Marshall – A&R

## Classifiche
| Classifica  | Posizione |
| ----------- | --------- |
| Stati Uniti | 118       |